# استان ملگار
استان ملگار (به اسپانیایی: Provincia de Melgar) یک استان در پرو است که در منطقه پونو واقع شده‌است. استان ملگار ۶٬۴۴۶٫۸۵ کیلومتر مربع مساحت و ۶۷٬۱۳۸ نفر جمعیت دارد و ۳٬۹۰۷ متر بالاتر از سطح دریا واقع شده‌است.